# 海月岩摩崖石刻及造像
海月岩摩崖石刻及造像，位于中国福建省漳浦县沙西镇土楼村。海月岩寺，南宋咸淳年间（1265—1274）重修，明、清时期屡有扩建。有明、清时期摩崖石刻、石碑和浮雕佛像等五十余处，明万历年间（1573—1620）僧墓二座。其中明万历三十八年（1610年）刻“大兴建海月岩碑记”1522个字，详尽地记载了海月岩的兴建和重修历史。2005年5月11日公布为第六批福建省文物保护单位。